# Tmesisternus geelvinkianus
Tmesisternus geelvinkianus es una especie de escarabajo del género Tmesisternus, familia Cerambycidae. Fue descrita científicamente por Gestro en 1876.
Habita en Indonesia. Esta especie mide 16 mm.